# Śmiertelne porachunki
Śmiertelne porachunki – amerykański film noir z 1947 roku w reżyserii Johna Cromwella.

## Fabuła
Kapitan Murdock (Humphrey Bogart) próbuje rozwikłać zagadkę tajemniczego zaginięcia kolegi z wojska, sierżanta Drake'a. Wkrótce dowiaduje się, że kolega nie żyje. Poznaje także byłą partnerkę kolegi, Coral (Lizabeth Scott).

## Obsada
- Humphrey Bogart – Warren „Rip” Murdock
- Lizabeth Scott – Coral „Dusty” Chandler